# كينيث باسترناك

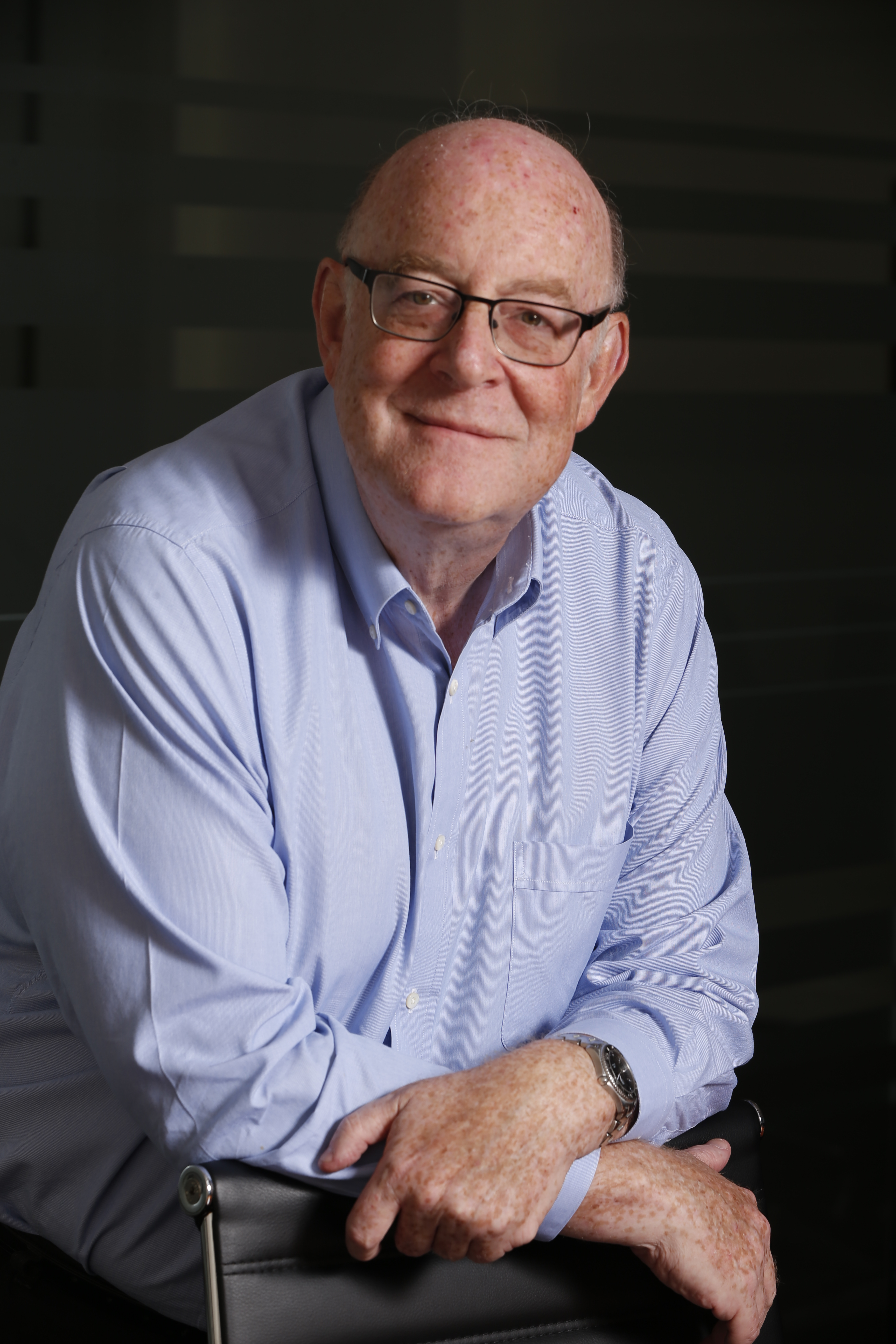
كينيث باسترناك

كينيث باسترناك (بالإنجليزية: Kenneth Pasternak)‏ هو شخصية أعمال أمريكي، ولد في 21 فبراير 1954 في مانهاتن في الولايات المتحدة.